# Verneuil (Marne)
Verneuil ist eine französische Gemeinde mit 840 Einwohnern (Stand 1. Januar 2022) im Département Marne in der Region Grand Est. Sie gehört zum Arrondissement Épernay und zum Kanton Dormans-Paysages de Champagne.

## Geographie
Die Gemeinde liegt rund 30 Kilometer südwestlich von Reims am nördlichen, rechten Ufer der Marne, in die hier ihr Zufluss Semoigne einmündet. Nachbargemeinden sind Passy-Grigny im Norden, Vandières im Nordosten, Troissy im Südosten, Dormans im Süden, Vincelles im Westen und Champvoisy im Nordwesten.
Der Ort wird vom Flüsschen Semoigne durchquert, das an der südlichen Gemeindegrenze in die dort verlaufende Marne mündet.

## Bevölkerungsentwicklung
| Jahr                       | 1962 | 1968 | 1975 | 1982 | 1990 | 1999 | 2006 | 2018 |
| -------------------------- | ---- | ---- | ---- | ---- | ---- | ---- | ---- | ---- |
| Einwohner                  | 704  | 706  | 798  | 820  | 776  | 784  | 818  | 844  |
| Quellen: Cassini und INSEE |      |      |      |      |      |      |      |      |

## Gemeindepartnerschaft
- Essenheim in Rheinhessen, Landkreis Mainz-Bingen, Deutschland

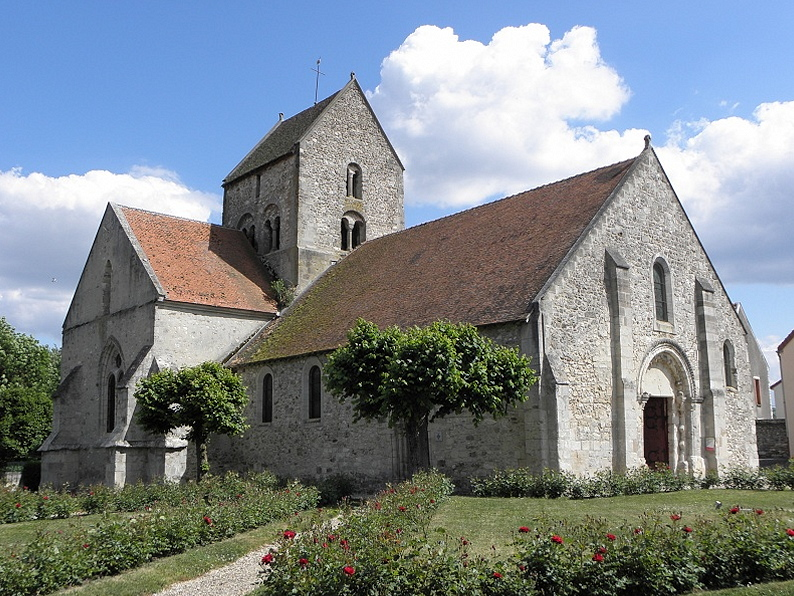
Kirche Saint-Remi